# Kidney Now!
"Kidney Now!" é o 22.° e último episódio da terceira temporada da série de televisão de comédia de situação norte-americana 30 Rock, assim como o 58.° da série em geral. O seu argumento foi co-escrito por Jack Burditt e Robert Carlock, o primeiro um co-produtor executivo e o segundo um produtor executivo, enquanto a direcção artística ficou encarregue à Don Scardino, produtor do seriado. A sua transmissão original norte-americana ocorreu na noite de 14 de Maio de 2009 através da rede de televisão National Broadcasting Company (NBC). Dentre os artistas convidados a fazerem uma participação, estão inclusos Alan Alda, Kay Cannon, Donald Glover, Chris Parnell, Paula Pell, Sue Galoway e Sherri Shepherd. Além destes, "Kidney Now! apresentou vários convidados musicais, sendo eles Clay Aiken, Elvis Costello, Mary J. Blige, Sheryl Crow, os Beastie Boys (Mike D e Ad-Rock), Steve Earle, Adam Levine, Sara Bareilles, Wyclef Jean, Norah Jones, Talib Kweli, Michael McDonald, Rhett Miller, Moby, Robert Randolph, Rachael Yamagata e Cyndi Lauper; todos a interpretarem versões fictícias de si próprios.
No episódio, Jack Donaghy (interpretado por Alec Baldwin) inicia uma relação com o seu pai biológico recém-descoberto, Milton Greene (Alda), mas rapidamente toma conhecimento que este necessita de um transplante renal e que ele não é um dador compatível. Como resultado disto, o executivo decide usar a imprensa liberal de modo a encontrar uma maneira alternativa de arranjar alguém para doar um rim ao seu pai. Enquanto isso, como consequência da popularização da esquete Dealbreakers no TGS with Tracy Jordan (TGS), várias pessoas começam a procurar a argumentista Liz Lemon (Tina Fey) para receberem conselhos sobre relacionamentos. Não obstante, o estagiário Kenneth Parcell (Jack McBrayer) ajuda o astro Tracy Jordan (Tracy Morgan) a lidar com o embaraço de não ter terminado o ensino secundário.
A canção "He Needs a Kidney" foi composta por Jeff Richmond, compositor dos temas musicais, co-produtor executivo e também esposo da criadora do seriado. O conceito de fazer um concerto de caridade surgiu através de Carlock e Fey — ambos criadores de 30 Rock — que concordaram com a inclusão de um desempenho musical no episódio, com a condição de que fosse algo semelhante a um hino, como a canção de caridade "We Are the World" (1985), tendo em conta que a causa seria que a personagem Milton Greene estivesse a necessitar de um dador de rim. Após a emissão do episódio, a NBC disponibilizou o desempenho musical em vídeo de "He Needs a Kidney" na loja digital da iTunes, com todo o lucro sendo enviado para a organização National Kidney Foundation (NKF).
Em geral, "Kidney Now!" foi recebido com opiniões positivas pelos críticos especialistas em televisão de horário nobre. De acordo com as estatísticas publicadas pelo serviço de mediação de audiências Nielsen Ratings, foi assistido em uma média de 5,70 milhões de domicílios ao longo da sua transmissão original, e foi-lhe atribuída a classificação de 2,8 e sete de share no perfil demográfico dos telespectadores entre os dezoito aos 49 anos de idade. Ambos Burditt e Carlock receberam uma nomeação ao prémio Primetime Emmy na categoria "Melhor Escrita de Argumento para Série de Comédia", enquanto Tony Pipitone e Griffin Richardson receberam uma nomeação ao prémio Creative Arts Emmy na categoria "Melhor Mistura de Som e Animação para uma Série de Comédia ou Drama (meia-hora)".

### Análises da crítica

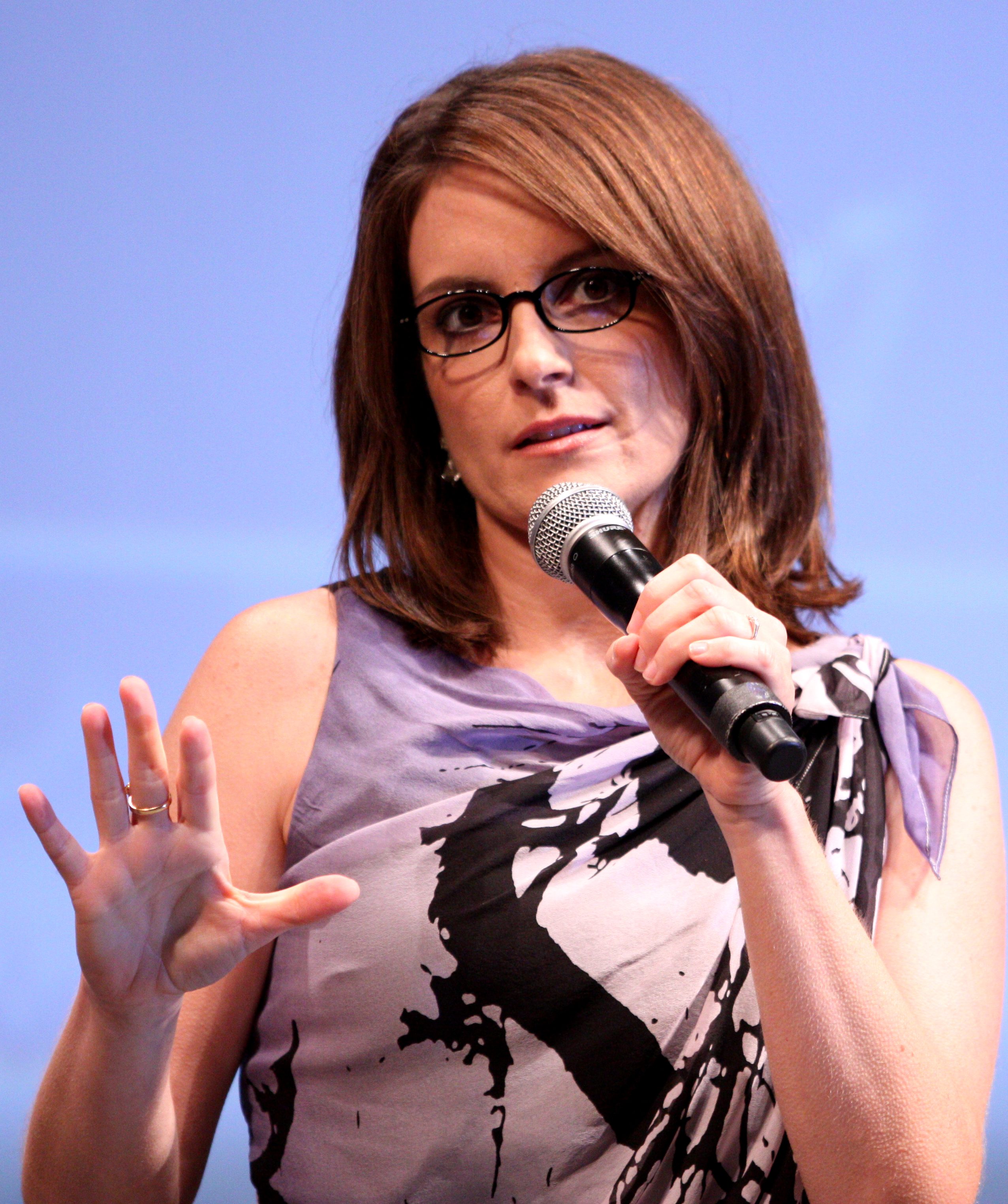
A interpretação da personagem Liz Lemon pela actriz Tina Fey foi bastante elogiada pelos críticos.

## Produção e desenvolvimento
"Kidney Now!" é o 22.° e último episódio da terceira temporada de 30 Rock. O seu argumento foi co-escrito pelo co-produtor executivo Jack Burditt e pelo produtor executivo Robert Carlock, enquanto a realização ficou sob a responsabilidade do produtor Don Scardino. Assim, marcou a 11.ª vez que Burditt escrevia um guião para a série e a 12.ª vez de Carlock. Além disso, foi ainda a quarta vez que Burditt e Carlock colaboram na escrita de um argumento, após "Cleveland", "Subway Hero" e "Sandwich Day". Para Scardino, foi a sua 21.ª vez a realizar um episódio do seriado. "Kidney Now!" foi primeiramente lido pelo elenco de 30 Rock a 5 de Março de 2009, e as filmagens decorreram entre 16 e 17 de Março.

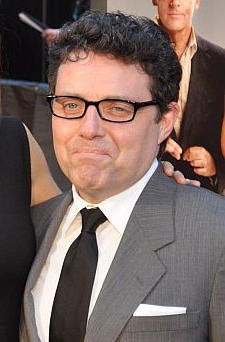
A composição e arranjos de "He Needs a Kidney" foram comandados por Jeff Richmond, compositor dos temas musicais e co-produtor executivo de 30 Rock.

A canção de caridade "He Needs a Kidney" foi composta por Jeff Richmond, compositor dos temas musicais e co-produtor executivo. Durante uma discussão sobre o desenvolvimento da canção, Richmond disse que Carlock e Fey "estavam a tentar descobrir uma maneira de intensificar a demanda por um rim para o pai de Jack e como eles [Jack e Milton] iriam lidar com isso," com ambos concluindo que deviam "tirar proveito do canto," como haviam feito no passado em 30 Rock. Carlock e Fey concordaram com a ideia de incluir uma canção no episódio final da temporada, com a condição de que fosse um hino similar a "We Are the World" (1985), como a causa era que a personagem Milton Greene estava a necessitar de um dador de rim. Enquanto trabalhava na faixa, Fey sugeriu ao seu marido que ele incorporasse o nome de Milton, o que ele fez, como cantado por Cyndi Lauper e Robert Randolph. Giancarlo Vulcano, editor de música e produtor associado, revelou que Richmond ensinou-o "He Needs a Kidney" numa manhã, e eles reproduziram a primeira metade da faixa durante a leitura do argumento de "Kidney Now!." De acordo com Vulcano, a equipa de 30 Rock adorou a canção e os dois ficaram satisfeitos pela recepção positiva. Enquanto arranjava a instrumentação, Richmond contratou violinistas para a música de fundo do episódio e para "He Needs a Kidney." Segundo o sonoplasta, ele normalmente não tem a oportunidade de ter um monte de sons de violinos no seriado. Após a gravação da canção, Vulcano e Richmond foram ao Estúdio Avatar na Cidade de Nova Iorque, onde adicionaram uma secção de cordas à canção.
"Basicamente, os parâmetros eram 'We Are the World,' mas eles queriam encontrar um rim. Eu acho que tivemos o pensamento de que todo mundo tem dois rins, e você precisa de apenas um rim, e nós pensamos, 'Certo, iremos chegar a um lugar a partir disso.'"
— Jeff Richmond a falar sobre o processo de composição por detrás de "He Needs a Kidney."
As sessões de gravação com os convidados musicais tiveram lugar no Palco 1 dos Estúdios Silvercup. O Palco 1 é normalmente usado como o cenário do TGS with Tracy Jordan. Richmond e Vulcano elogiaram todos os músicos — Clay Aiken, Elvis Costello, Mary J. Blige, Sheryl Crow, os Beastie Boys (Mike D e Ad-Rock), Steve Earle, Adam Levine, Sara Bareilles, Wyclef Jean, Norah Jones, Talib Kweli, Michael McDonald, Rhett Miller, Moby, Robert Randolph, Rachael Yamagata e Cyndi Lauper — que interpretaram "He Needs a Kidney." No comentário do DVD da terceira temporada de 30 Rock, Richmond expressou as suas dúvidas sobre a inclusão da versão inteira da canção na transmissão para a televisão do episódio. Costello já havia sido anteriormente abordado para fazer uma participação em 30 Rock, porém, a ideia foi abandonada. Em uma festa dos Prémios da Academia, Fey abordou o artista e recebeu resposta positiva após convidar-lhe. Com apenas dezasseis anos de idade, Fey, uma enorme fã do artista, marcou lugar numa fila longa com o seu irmão após o concerto de Costello na Tower Theater em Filadélfia para que tivesse a oportunidade de o conhecer. O irmão de Fey, Peter, é também um enorme fã do artista, tendo estimado ver ele em concerto por "cerca de oitenta vezes." A foto dos dois com Costello, tirada em 1986, foi usada após a sequência dos créditos finais de "Kidney Now!," ao invés da imagem da Little Stranger, Inc., empresa de produção da actriz. No episódio, Jack Donaghy revela que Costello é um ladrão internacional de arte chamado Declan MacManus; este é na realidade o nome verdadeiro do artista. De acordo com Fey, nenhum dos artistas musicais foi pago, como todos eles fizeram o concerto de caridade de graça. A razão para este esclarecimento foi uma brincadeira de Crow durante a interpretação de "He Needs a Kidney" sobre ter sido a única a ser paga. Após a emissão do episódio, o desempenho musical foi disponibilizado para vendas na loja digital do iTunes, com todos os lucros sendo direccionados à National Kidney Foundation (NKF).

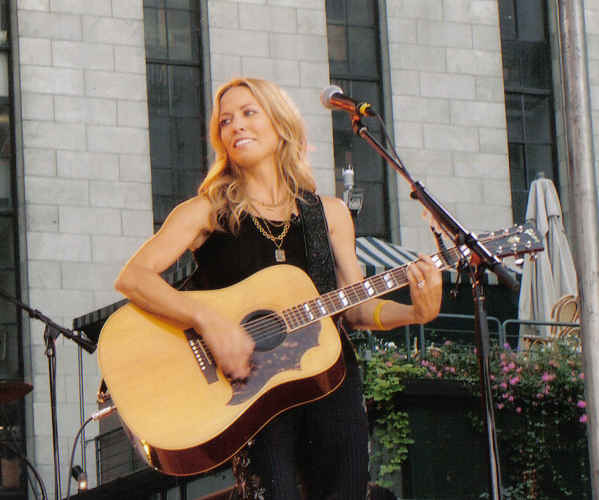
Ao longo do desempenho de "He Needs a Kidney", Sheryl Crow revela ter sido a única artista paga para cantar. No entanto, na vida real, nenhum dos cantores foi pago pela sua participação.

Segundo a criadora de 30 Rock, houve discussões sobre usar ou não um apresentador de televisão real nova-iorquino para o segmento The Vontella Show mas, no fim, decidiram criar um e conversaram com a actriz Napiera Groves, que interpretou a apresentadora Vontella em "Kidney Now!." A trama de Tracy Jordan foi baseada no seu intérprete Tracy Morgan, a quem na vida real foi dado um diploma honorário pela sua antiga escola secundária, a DeWitt Clinton. Tal como a personagem Tracy, que desistiu da escola secundária após ter sido mandado dissecar um sapo, Morgan desistiu quando o seu pai adoeceu. A cena entre Jack e Liz, juntamente com a de Tracy e Kenneth, na qual assistem ao concerto de caridade, foi filmada no dia anterior à gravação do desempenho. "Eles estavam a fingir que estavam a olhar para a cantoria," revelou Fey. Eles forçaram aquela filmagem para que o episódio não terminasse apenas com o desempenho. Uma cena filmada para "Kidney Now!" foi cortada da transmissão para a televisão e, ao invés disso, inclusa como parte do bónus do DVD da terceira temporada da série. Na cena, Liz entra na sala de argumentistas do TGS para informar que ganhou notoriedade pela sua aparição no The Vontella Show como a perita em relacionamentos do Dealbreakers. Pete não consegue acreditar que Liz realmente deu conselhos sobre relacionamentos no programa, citando as falhas nos relacionamentos de Liz.
O sucesso do concerto beneficente para Milton não foi explicitamente referenciado até Milton Greene fazer uma alusão no episódio "Christmas Attack Zone" na quinta temporada; embora em "Into the Crevasse", Milton é mostrado após ter terminado de escrever o seu livro From Peanut to President, uma biografia de Jimmy Carter. No momento da produção de "Kidney Now!," o actor Grizz Chapman, intérprete da personagem Grizz Griswold em 30 Rock, sofria de severamente de hipertensão e diabetes, chegando a necessitar um transplante renal em Dezembro de 2009 pois estava apenas usando cinco por cento da sua capacidade renal. Em entrevista ao blogue Bullz-Eye, o actor comentou sobre os seus sentimentos em relação a este episódio: "... foi definitivamente emocionante eles terem feito uma história sobre isso. Eu estava a lidar com isso na primeira pessoa, portanto foi definitivamente excelente trazer atenção para a situação." Após um homem de vinte anos "que nem era sequer fã de 30 Rock" doar um rim para si em Maio de 2010, Chapman fez a cirurgia em Junho seguinte e, em Setembro, já estava de volta aos estúdios para filmar mais episódios. Em Dezembro de 2010, pouco tempo depois da cirurgia de Chapman, foi revelado que Tracy Morgan estaria afastado dos episódios programados para Março de 2011 pois estaria a se recuperar de uma cirurgia de transplante renal.

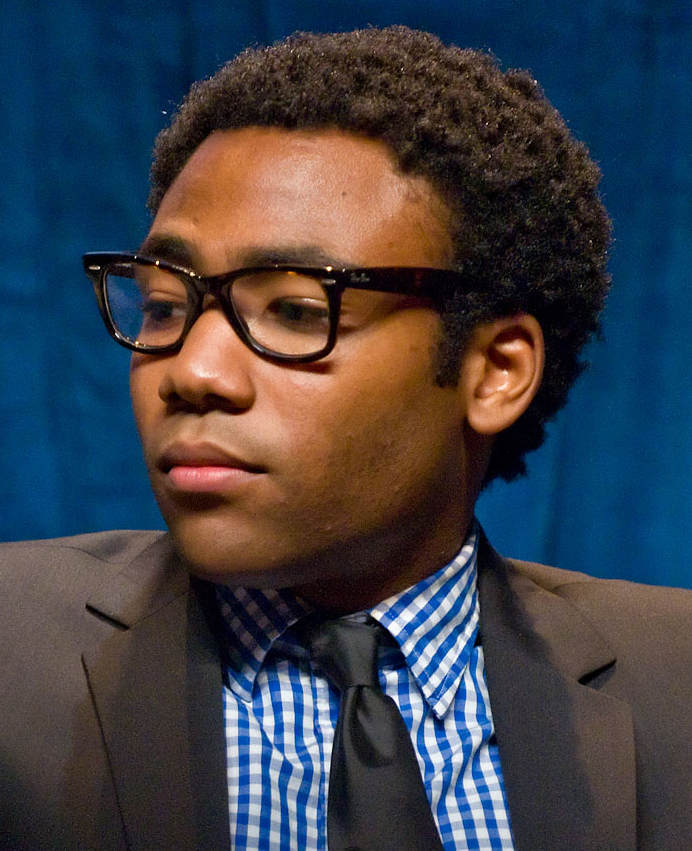
Donald Glover, director executivo de enredo de 30 Rock, fez uma aparição em "Kidney Now!".

Em "Kidney Now!," Alan Alda repetiu o seu desempenho como o Professor Milton Greene, que apareceu pela primeira vez em "Mamma Mia." Sherri Shepherd também repetiu a sua performance como Angie Jordan pela quinta vez, enquanto Paula Pell fez a sua primeira aparição desde "Greenzo," e segunda no geral, como Paula Hornberger. Outras participações no episódio foram de Jack Burditt, Kay Cannon e Donald Glover; os três são membros da equipa de 30 Rock. Burditt e Cannon apareceram no segmento do The Vontella Show como membros da audiência que fazem perguntas a Liz, enquanto Glover foi uma substituição de última hora para um actor que não apareceu para gravar, então, Glover improvisou a sua frase popular "Who told?!" Quando Tracy recebe o diploma honorário da sua antiga escola secundária, enquanto profere o seu discurso, Tracy tira a personagem de Glover do armário.
O actor e comediante Chris Parnell fez a sua 11.ª participação especial em 30 Rock a interpretar o Dr. Leo Spaceman. Parnell já foi integrante do elenco do Saturday Night Live (SNL), um programa de televisão humorístico norte-americano transmitido pela NBC no qual Fey foi argumentista-chefe entre 1999 e 2006. Vários outros membros do elenco do SNL já fizeram uma participação em 30 Rock. Eles são: Fred Armisen, Kristen Wiig, Will Ferrell, Jimmy Fallon, Amy Poehler, Julia Louis-Dreyfus, Bill Hader, Jason Sudeikis, Tim Meadows, Molly Shannon, Siobhan Fallon Hogan, Gilbert Gottfried, Bobby Moynihan, Rachel Dratch, Will Forte, Jan Hooks, Horatio Sanz, e Rob Riggle. Ambos Fey e Tracy Morgan fizeram parte do elenco principal do SNL, com Fey sendo ainda a apresentadora do segmento Weekend Update. Outros membros da equipa de 30 Rock que trabalharam em SNL são John Lutz, argumentista entre 2003 a 2010, e Steve Higgins, argumentista e produtor do SNL desde 1995. O actor Alec Baldwin apresentou o SNL por dezassete vezes, o maior número de episódios por qualquer personalidade.

## Enredo
Jack Donaghy (Alec Baldwin) estabelece uma relação com Milton Greene (Alan Alda), um homem a quem descobriu ser seu pai baiológico. Passado pouco tempo, Milton revela estar à procura de um dador de rim. Depois de uma consulta com o Dr. Leo Spaceman (Chris Parnell), Jack descobre não ser compatível com ele e, então, usa os seus contactos famosos para produzir um evento beneficente intitulado Kidney Now!, a fim de encontrar um dador para Milton.
Enquanto isso, após uma aparição no programa de televisão The Vontella Show com a sua amiga Jenna Maroney (Jane Krakowski), Liz Lemon (Tina Fey) ganha notoriedade como uma perita em relacionamentos como consequência da inclusão do segmento humorístico Dealbreaker no TGS. Como consequência do sucesso que recebeu após participar do programa, Liz assina um contrato para escrever um livro baseado no segmento e começa a oferecer conselhos amorosos para a equipa feminina do TGS, inclusive Angie Jordan (Sherri Shepherd) e Paula Hornberger (Paula Pell), respectivas esposas de Tracy Jordan (Tracy Morgan) e Pete Hornberger (Scott Adsit). Quando elas zangam-se com os seus maridos após ouvirem os conselhos de Liz, eles ficam extremamente irritados com Liz e desaprovam o lançamento do livro por considerarem-na "desqualificada" para tal.
Ao mesmo tempo, Tracy fica apreensivo após ser convidado a discursar na cerimónia de graduação da sua antiga escola secundária (nomeada em homenagem a Frank Lucas, um vendedor de droga em Harlem). De acordo com Tracy, ele jurou nunca voltar àquele "pardieiro" porque, aparentemente, um vendedor de droga reinava na escola e queria que Tracy encontrasse um chibo e o esfaqueasse. Após descobrir que a história contada por ele é na verdade uma mentira, Kenneth Parcell (Jack McBrayer) tenta ajudá-lo a ultrapassar as memórias horríveis da sua experiência pessoal do secundária. Uma destas tentativas foi comunicar e trazer o pior rufia da escola de Tracy para os estúdios do TGS para que Tracy visse que o facto dele ser um rufia não o levou a lugar nenhum. Kenneth, assim, consegue persuadí-lo a assistir a cerimónia, na qual ele não só fez um discurso como também recebeu um diploma honorário.